# Robert Lacoste (entraîneur)
Pour les articles homonymes, voir Robert Lacoste et Lacoste.
Robert Lacoste est un entraîneur de football français, ayant officié en deuxième division du championnat de France dans les années 1940 et 1950. 

## Robert Lacoste, le précurseur.
Lacoste à Troyes c'est un nom qui, pour les plus jeunes évoque la fameuse chemise frappée du célèbre crocodile et toujours confectionnée à Troyes. Un des derniers fleurons de la bonneterie troyenne avec Petit Bateau. Une chemise qui doit sa création à l'un des 4 mousquetaires rescapés dans l'histoire de notre tennis national, René Lacoste. Pourtant sur l'esplanade Pierre Flamion devant le Stade de l'Aube, à proximité du monument aux morts, sur le mur, figure une plaque qui perpétue le souvenir de Robert Lacoste entraîneur de l'ASTS de 1947 à 1952. Soit 5 saisons. Après Roger Courtois entraîneur de l'ASTS durant 11 ans, de 1952 à 1963, Alain Perrin entraîneur de Troyes pendant 9 ans, de 1993 à 2002, et Jean-Marc Furlan qui en est à sa sixième saison comme entraîneur de l'équipe troyenne. Il est le technicien qui a été le plus longtemps à la tête de l'équipe fanion de Troyes. Une période marquante la première dans l'histoire du football troyen.

## Un premier bilan mitigé
En fin de saison, en juin 1947, Emile Rummelhard, entraîneur depuis un an, et les dirigeants de l'ASTS résilient le contrat qui les lie. Le club troyen engage alors Robert Lacoste. C'est un ancien gardien de but passé professionnel à 20 ans à Valenciennes, puis l'Excelsior de Roubaix puis de revenir à Angoulême. À Troyes, il recrute deux joueurs qu'il avait sous ses ordres à Angoulême: le défenseur Georges Ben Amar et le milieu de terrain Roger Delannoy. Il engage également le défenseur Boissier et l'attaquant Dusautois. L'équipe à belle allure et en cours de saison  plusieurs autres joueurs arriveront. La saison en 2e Division commence sous les meilleurs auspices avec deux victoires contre Lens et Angers. Mais le premier déplacement à Amiens se solde par une défaite, sévère: 5-2 dont Lacoste fera porter à son défenseur central, Janos. Cette relation tendue (naissante) durera toute la saison. Le bilan de cette première saison sera très moyen, l'ASTS finissant 17e sur 20 clubs. C'est peut-être le 8e de finale de coupe de France contre Nancy (1re division) malgré l'élimination au stade de Strasbourg 2-1, qui aura été le match le plus abouti de la saison. Pourtant ce jour-là, Lacoste avait titularisé deux amateurs, le défenseur Teysseres et l'avant centre Pepito Garcia.
Il réalise une longue carrière en deuxième division du championnat de France d'après-guerre, à Angoulême, Troyes, Grenoble puis FC Rouen. Il réalise par la suite fait  est en poste entraîneur terminé sa carrière comme entraîneur-joueur, d'abord au SCO Angers puis au FC Rouen.
Il fait par la suite de bref passages au FC Metz au cours de la saison 1958-1959 et au SCO Angers en 1966, en remplacement temporaire de Antoine Pasquini. Il en devient le directeur sportif jusqu'à son décès le 18 novembre 1977.